# Народный дом Николая II
Народный дом императора Николая II — историческое здание в Санкт-Петербурге (также Народный дом им. К. Либкнехта и Р. Люксембург, Госнардом). Расположено по адресу Александровский парк, 4.

## История
В 1896 году в Нижнем Новгороде проходила XVI Всероссийская промышленная и художественная выставка. На ней архитектор А. Н. Померанцев представил павильон со стеклянным куполом и чугунным каркасом.
После окончания выставки принц Ольденбургский, председатель Петербургского городского попечительства о народной трезвости, обратился в Министерство финансов с ходатайством, чтобы сооружения были переданы ему и перенесены в Петербург. В них планировалось разместить центральное учреждение Попечительства. Проект постройки Народного дома и перевозки для этого машинного отдела Нижегородкой выставки выполнил гражданский инженер В. А. Шевалев.
Помимо зданий принцу передали ещё и землю в Петербурге, на которой в 1899—1901 годах на основе павильона Померанцева архитектором Г. И. Люцедарским было построено здание Народного дома императора Николая II.
После пожара 1934 года здание реконструировалось несколько раз:
- В 1933—1936 годах на месте сгоревшей части по проекту архитекторов Н. А. Митурича и В. П. Макашова выстроено здание Театра им. Ленинского комсомола (ныне «Балтийский дом»).
- В 1950 году после реконструкции, осуществлённой по проекту архитекторов К. Л. Иогансена и Е. М. Соколова, в Оперном зале вновь открылся крупнейший в городе кинотеатр «Великан», впервые открытый в 1924 году.
- В 1957—1959 годах Железный зал был приспособлен под планетарий. Автор проекта — архитектор Р. А. Брегман.
- В 1978 году помещение кинотеатра «Великан» было передано Мюзик-холлу. Реконструкция выполнена в 1981—1988 годах по проекту 12-й мастерской ЛенНИИпроект (архитекторы М. В. Будневич, Т. М. Гасанов, И. Кучерова и другие).

## Галерея

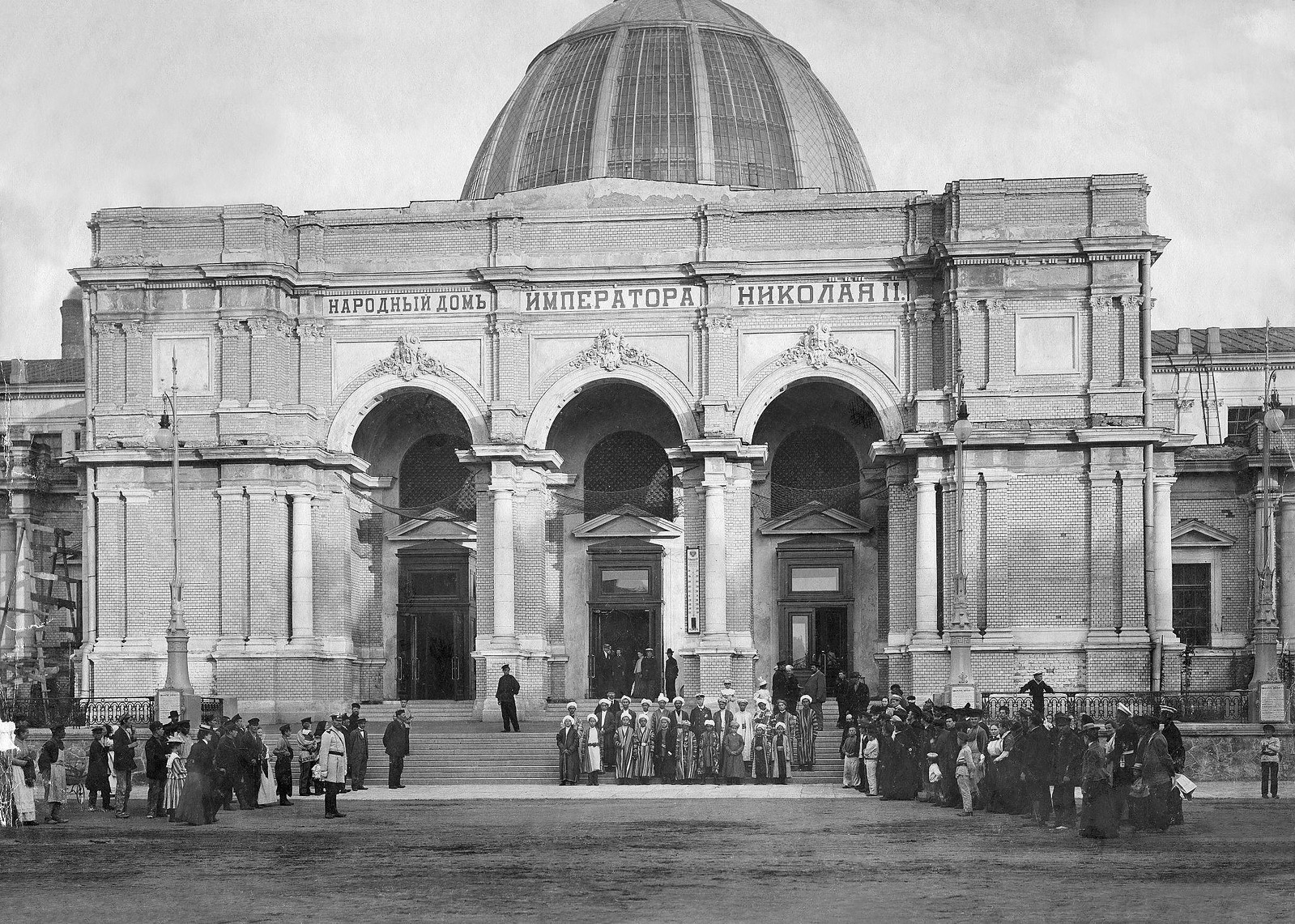
1901
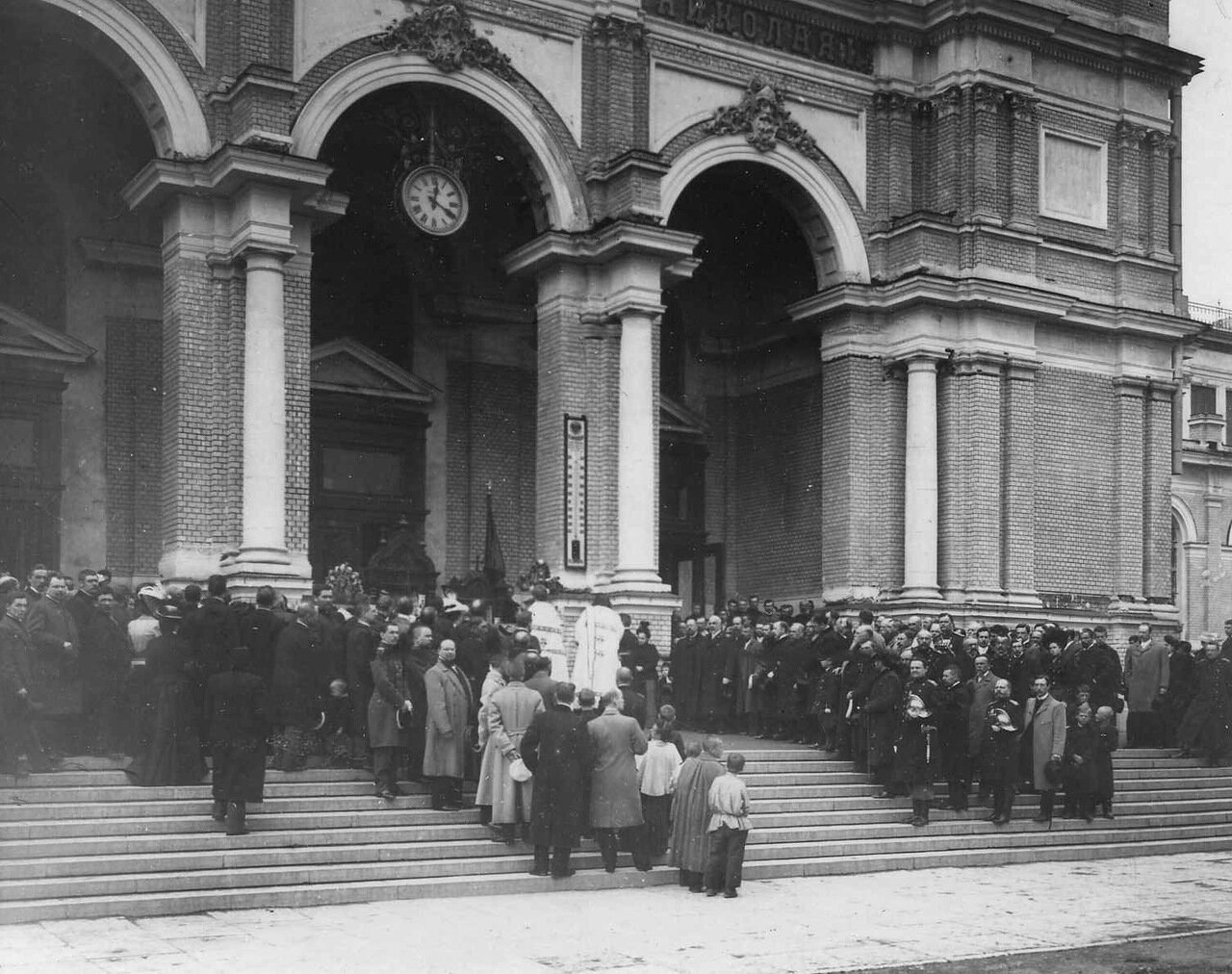
Молебен по случаю 5-летнего юбилея Санкт-Петербургского Добровольного пожарного общества, 1903
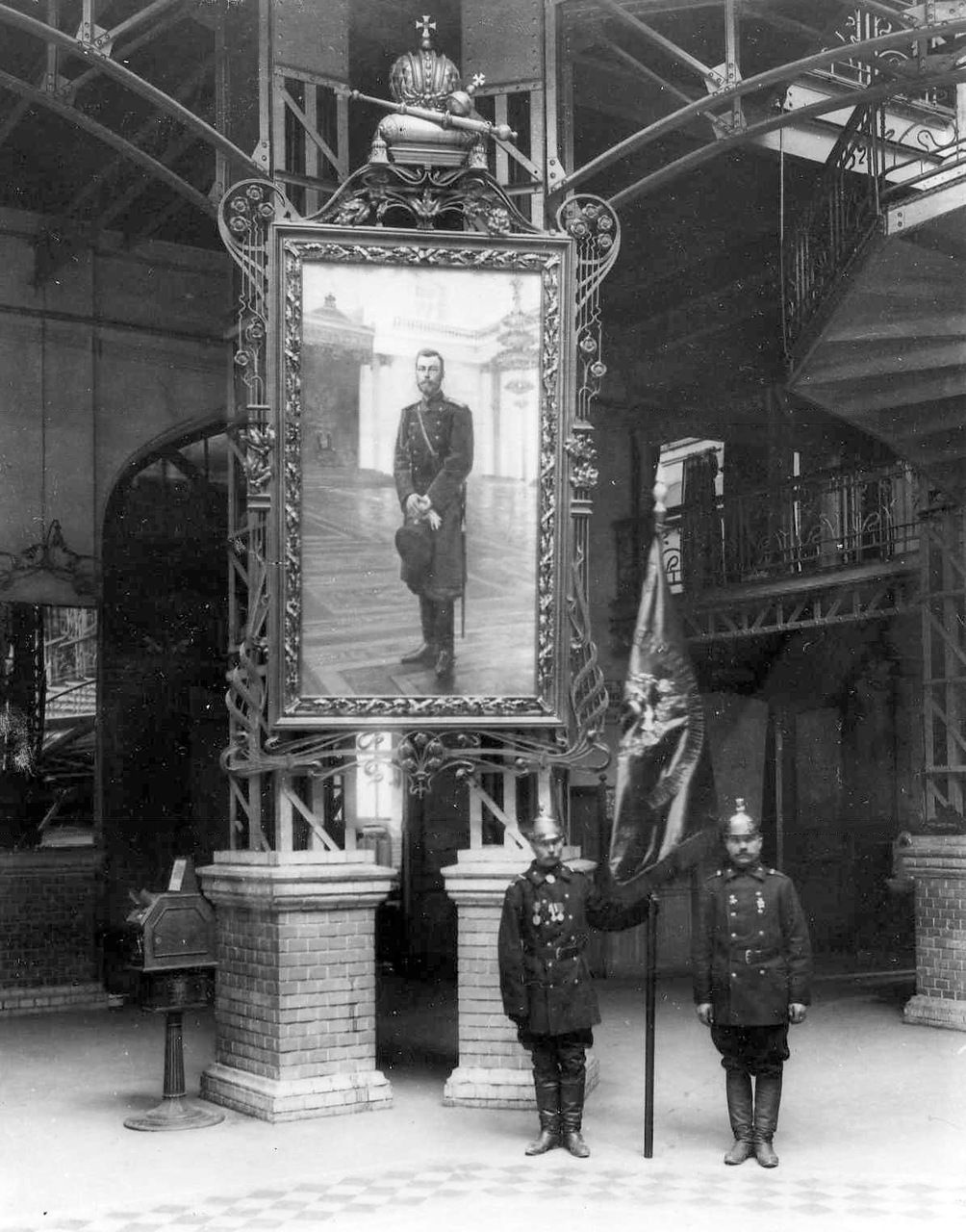
Пожарные со знаменем общества, 1903
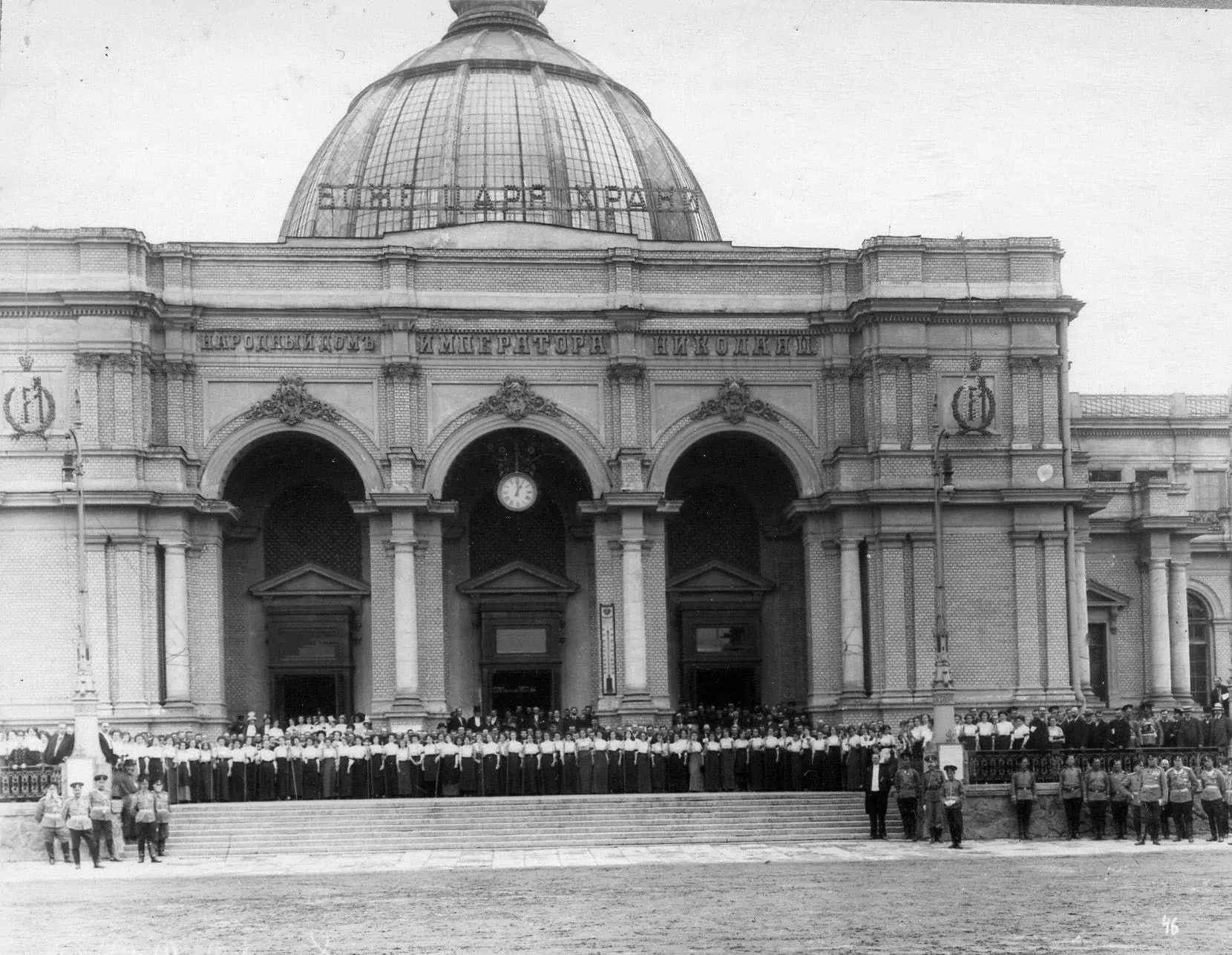
Группа обслуживающего персонала на ступенях Народного дома в ожидании «потешных» (перед торжественным обедом).
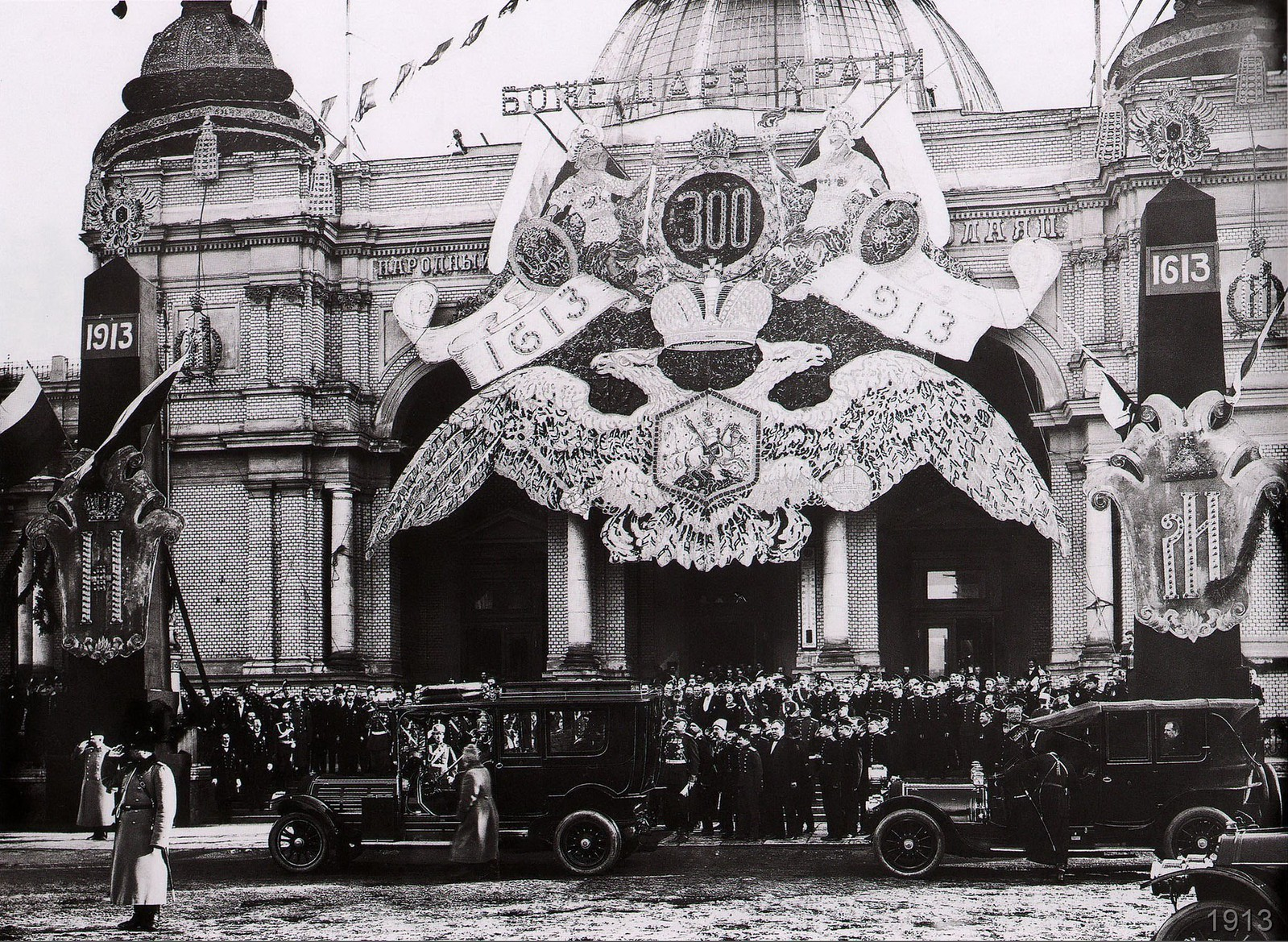
Народный дом в дни празднования 300-летия Дома Романовых, 1913
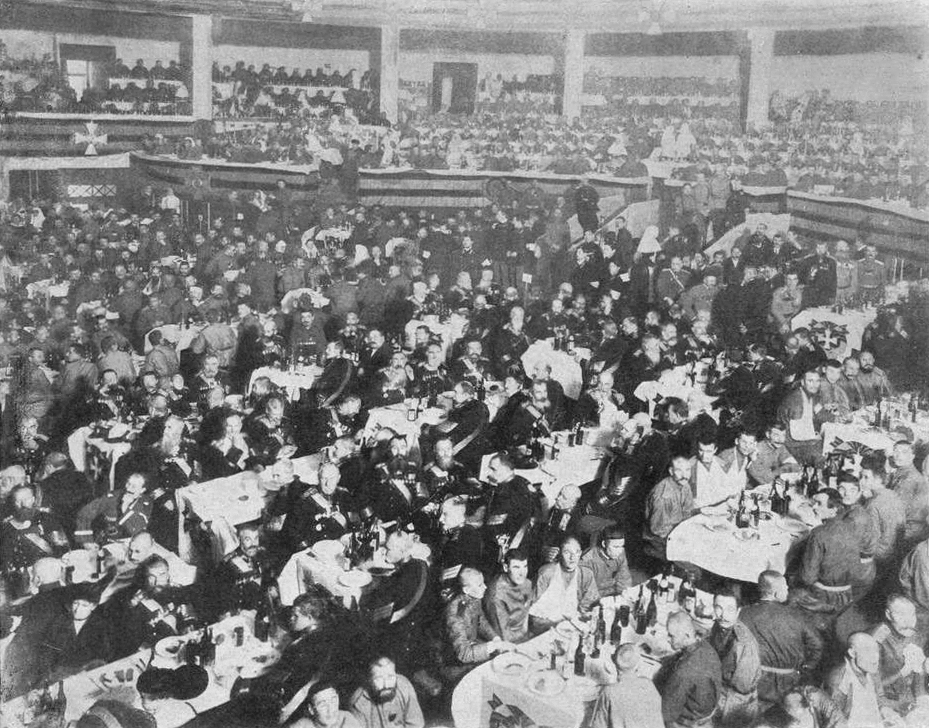
Обед георгиевских кавалеров, 1915